# Blastus tsaii
Blastus tsaii är en tvåhjärtbladig växtart som beskrevs av Hui Lin Li. Blastus tsaii ingår i släktet Blastus och familjen Melastomataceae. Inga underarter finns listade i Catalogue of Life.